# فراح كوين
فراح كوين (بالإندونيسية: Farah Quinn)‏ هي طاهية وسيدة أعمال إندونيسية، ولدت في 8 أبريل 1980 في باندونغ في إندونيسيا.